# Domene lusitanica
Domene lusitanica (estafilinídeo troglóbio de Sicó) é uma espécie de escaravelho cavernícola da família Staphylinidae que habita as grutas da Serra do Sicó. Foi descoberto pela bióloga portuguesa Ana Sofia Reboleira e descrito em 2011 por Sofia Reboleira e Pedro Oromí, num artigo científico publicado na prestigiada revista Zootaxa.
É, a primeira espécie de escaravelho estafilínideo cavernícola descrita em Portugal continental.
O material típico desta espécie encontra-se na colecção de Sofia Reboleira e Pedro Oromí (Universidad de La Laguna, Espanha).

## Adaptações à vida nas grutas
Domene lusitanica é o maior dos Domene Ibéricos com cerca de 1 centímetro de comprimento, despigmentado, com olhos muito reduzidos, desprovido de asas e tem o corpo alongado.

## Sistemática
A espécie Domene lusitanica pertence à família Staphylinidae e dada a complexidade da sistemática do género Domene, foram criados vários subgéneros, sendo que as duas espécies de Domene existentes no território nacional pertencem ao subgénero "Lathromene", que é endémico da zona noroeste da Península Ibérica.